# معركة كركوك (2014)
معركة كركوك كانت هجومًا شنه تنظيم داعش على قوات البشمركة .

## خلفية
في 10 يونيو 2014 استولت قوات تنظيم داعش و جيش رجال الطريقة النقشبندية على ثاني أكبر مدينة في العراق وهي الموصل بعد معركة استمرت 6 أيام في المدينة.
في 12 يونيو 2014 سيطرت قوات البشمركة الكردية على مدينة كركوك . بعد ذلك فر الجيش العراقي قبل أي هجوم شنته قوات تنظيم داعش.

## المعركة
في 17 يونيو 2014 بدأت قوات تنظيم داعش هجومًا لغزو المدينة. بعد فترة وجيزة هاجمت المجموعة قرية بشير على بعد 15 كم جنوب مدينة كركوك واشتبكت المجموعة مع القوات المحلية واستولت على القرية بعد ساعة من القتال. كما استولت المجموعة على منطقتين فرعيتين في المدينة: واحدة في غرب مدينة كركوك (حي الملتقى) وواحدة في جنوب مدينة كركوك (منطقة تازة) في وقت لاحق من اليوم قامت قوات البشمركة مع دعم الغارات الجوية من قبل التحالف الذي تقوده الولايات المتحدة تمكنت البيشمركة من استعادة كلتا المنطقتين الفرعيتين في المدينة.
في 18 يونيو 2014 حاول تنظيم داعش الاستيلاء على المدينة مرة أخرى وهذه المرة في الجزء الشمالي من المدينة. كما حاولوا الاستيلاء على احتياطياتها النفطية. ومع ذلك نجحت قوات البشمركة في الدفاع عن المدينة ضد تنظيم داعش مرة أخرى.

## النتائج
في نهاية يوليو، قامت منظمة بدر وبعض السكان المحليين بتجنيد مقاتلين تركمان شيعة لمهاجمة قرية البشير في محاولة هجومية مضادة.
في ليلة 29 يناير و 30 يناير هاجم تنظيم داعش كركوك مجددًا.